# Kreuttal
Kreuttal ist eine Gemeinde mit 1467 Einwohnern (Stand 1. Jänner 2025) im Bezirk Mistelbach in Niederösterreich.

## Geografie

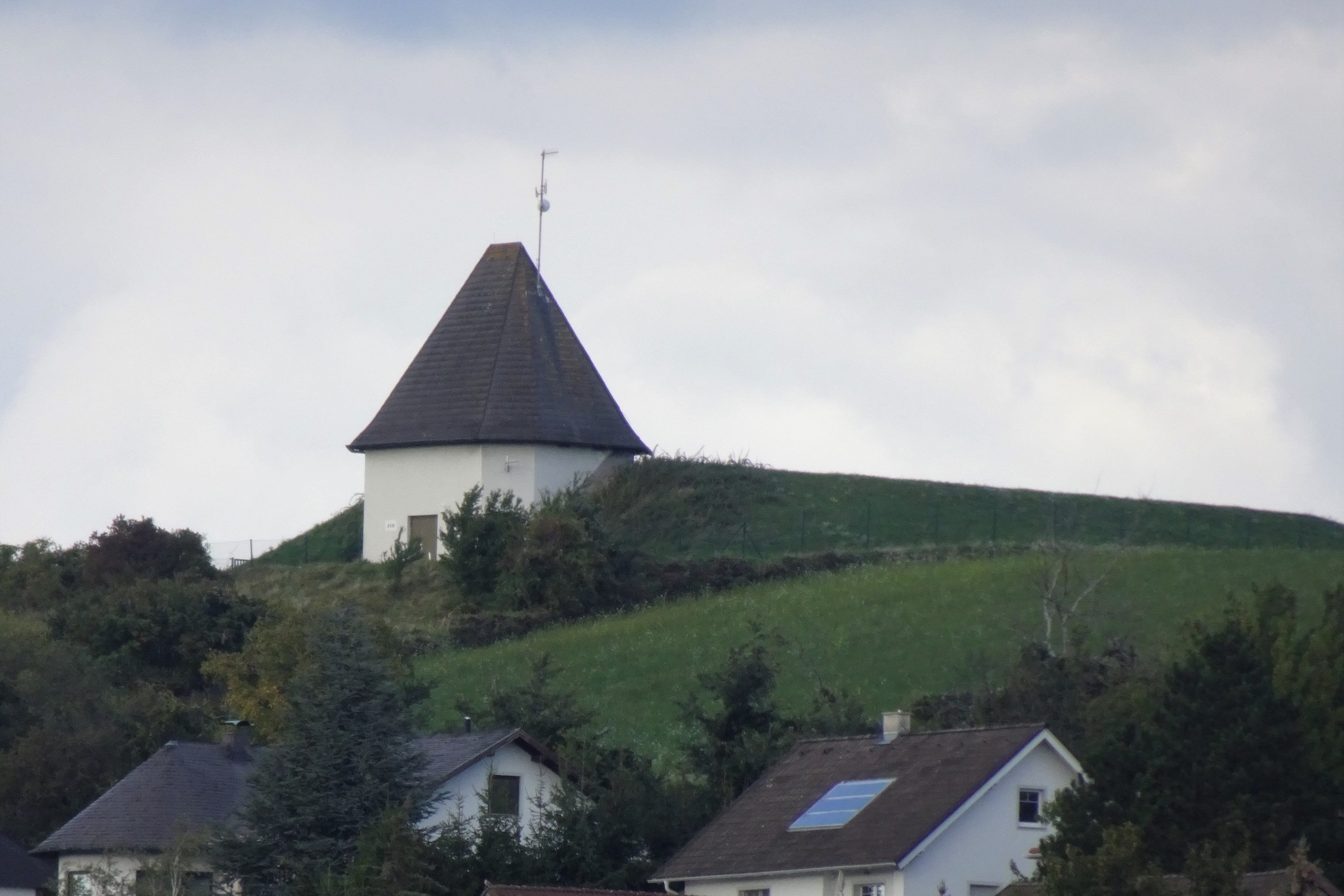
Der weithin sichtbare Wasserhochbehälter am Hirschen in Unterolberndorf

Kreuttal liegt nördlich von Wien im Weinviertel in Niederösterreich. Die Gemeinde ist nach dem gleichnamigen Tal benannt, in dem der Rußbach die nördlich der Donau gelegenen Ausläufer der Alpen durchschneidet. Das Gemeindegebiet umfasst den Großteil des Tals des Rußbaches von Ritzendorf bis Unterolberndorf, das Tal des Hornsburger Baches, das breite Tal des Hautzendorfer Baches sowie die bewaldeten Höhen dazwischen.
Die Fläche der Gemeinde umfasst 21,5 Quadratkilometer. Davon ist die Hälfte landwirtschaftliche Nutzfläche, 38 Prozent sind bewaldet und fünf Prozent sind Gärten. Der tiefste Punkt im Südosten liegt 190 Meter über dem Meer, die höchste Erhebung ist der Glockenberg im Südwesten mit 360 Meter.

### Gemeindegliederung
Das Gemeindegebiet umfasst folgende vier Ortschaften (in Klammern Einwohnerzahl Stand 1. Jänner 2025):
- Hautzendorf (515)
- Hornsburg (184)
- Ritzendorf (17)
- Unterolberndorf (751)

Die Gemeinde besteht aus den Katastralgemeinden Hautzendorf, Hornsburg und Unterolberndorf.
Mit der NÖ. Kommunalstrukturverbesserung wurden zum 1. Jänner 1968 die Gemeinden Hautzendorf, Hornsburg und Unterolberndorf zur Großgemeinde Kreuttal zusammengelegt.

### Nachbargemeinden
| Großrußbach  | Kreuzstetten                                |             |
|              | Kompassrose, die auf Nachbargemeinden zeigt | Hochleithen |
| Harmannsdorf | Ulrichskirchen-Schleinbach                  |             |

## Geschichte
Im Gemeindegebiet von Kreuttal befinden sich drei Kreisgrabenanlagen aus der Jungsteinzeit. (Eine vierte Kreisgrabenanlage befindet sich am Ochsenberg, knapp außerhalb der Gemeindegrenze). Diese Anlagen sind 6500 Jahre alt. Die Kreisgrabenanlagen bestehen aus zwei oder drei konzentrischen, kreisförmigen Gräben mit einem Durchmesser von 50 bis 300 Meter. Sie wurden vermutlich aus kultischen Gründen, für Versammlungen oder als Gerichtsstätten errichtet.
2000 bis 3000 Jahre alt ist der Riesenwall, der im Waldgebiet zwischen Hornsburg und Ritzendorf gefunden wurde. Mit einem Umfang von 4,7 Kilometer und einer Höhe von bis zu zehn Metern ist er das größte prähistorische Erdwerk Österreichs. Erbaut wurde der Schutzwall von den Kelten.
In Hornsburg stand auf einem künstlich angelegten Hügel eine Burg. Erstmals erwähnt wird 1256 Otto von Hornsburg. Im Jahr 1405 wurde die Festung um eine Kapelle erweitert. Nach wechselnden Besitzern kaufte 1622 Graf Hoyos das Anwesen. Heute sind auf dem Hügel nur noch Fundamentreste zu sehen.
Die erste urkundliche Erwähnung der dem hl. Leonhard geweihten Kapelle in Unterolberndorf stammt aus dem Jahr 1544. Der frühromanische Baustil legt aber ein wesentlich früheres Baudatum nahe. In dieser Zeit gehörte das Gebiet zur Pfarre Ulrichskirchen. Nachdem Unterolberndorf 1747 eine eigene Pfarre wurde, begann 1750 eine Vergrößerung der Kirche. Sie blieb bis 1868 Pfarrkirche, dann wurde sie durch den Neubau der heutigen Pfarrkirche ersetzt. Im Jahr 1882 wurde das Gebäude zur Volksschule umgewidmet, war später auch ein Kühlhaus. Von 1987 bis 1991 wurde das verfallene Gebäude revitalisiert und dient seither als Kulturhaus.
Die Kirche am Heiligenberg wird erstmals 1170 urkundlich in einer Schenkungsurkunde erwähnt, als Pertholt de Heiligenperge als Zeuge genannt wird. Die Kirche steht heute allein auf einem Hügel nördlich von Hautzendorf. Ursprünglich gab es einen Ort rund um die Kirche. In Urkunden ist auch eine „Veste Heiligenberg“ beschrieben. Die Kirche war Pfarrkirche, wie aus dem Pfarrverzeichnis von Passau, das 1254 bis 1256 angelegt wurde, ersichtlich: „...item in monte sancto villa tota com ecclesia“ (am Heiligen Berg ein ganzes Haus mit Kirche). Die Burg wird im Jahr 1571 als von einem Teich umgebene Ruine beschrieben. Das Verschwinden des Ortes wird mit dem ersten Türkenkrieg in Verbindung gebracht.
In den letzten Tagen des Zweiten Weltkriegs wurden Kreuttal und seine Katastralgemeinden Schauplatz heftiger und wechselvoller Kämpfe zwischen Truppen der Wehrmacht und der Roten Armee. Hornsburg war am 17. April 1945 stark umkämpft, wobei 20 deutsche und 40 russische Soldaten fielen.

### Einwohnerentwicklung
| Kreuttal: Einwohnerzahlen von 1869 bis 2025         | Kreuttal: Einwohnerzahlen von 1869 bis 2025 | Kreuttal: Einwohnerzahlen von 1869 bis 2025 | Kreuttal: Einwohnerzahlen von 1869 bis 2025 | Kreuttal: Einwohnerzahlen von 1869 bis 2025 |
| --------------------------------------------------- | ------------------------------------------- | ------------------------------------------- | ------------------------------------------- | ------------------------------------------- |
| Jahr                                                |                                             |                                             |                                             | Einwohner                                   |
| 1869                                                | 1869                                        |                                             | 1.062                                       | 1.062                                       |
| 1880                                                | 1880                                        |                                             | 1.148                                       | 1.148                                       |
| 1890                                                | 1890                                        |                                             | 1.192                                       | 1.192                                       |
| 1900                                                | 1900                                        |                                             | 1.254                                       | 1.254                                       |
| 1910                                                | 1910                                        |                                             | 1.334                                       | 1.334                                       |
| 1923                                                | 1923                                        |                                             | 1.329                                       | 1.329                                       |
| 1934                                                | 1934                                        |                                             | 1.312                                       | 1.312                                       |
| 1939                                                | 1939                                        |                                             | 1.213                                       | 1.213                                       |
| 1951                                                | 1951                                        |                                             | 1.291                                       | 1.291                                       |
| 1961                                                | 1961                                        |                                             | 1.120                                       | 1.120                                       |
| 1971                                                | 1971                                        |                                             | 1.084                                       | 1.084                                       |
| 1981                                                | 1981                                        |                                             | 1.069                                       | 1.069                                       |
| 1991                                                | 1991                                        |                                             | 1.317                                       | 1.317                                       |
| 2001                                                | 2001                                        |                                             | 1.308                                       | 1.308                                       |
| 2011                                                | 2011                                        |                                             | 1.421                                       | 1.421                                       |
| 2021                                                | 2021                                        |                                             | 1.462                                       | 1.462                                       |
| 2025                                                | 2025                                        |                                             | 1.467                                       | 1.467                                       |
| Quelle(n): Statistik Austria, Gebietsstand 1.1.2021 |                                             |                                             |                                             |                                             |

## Kultur und Sehenswürdigkeiten

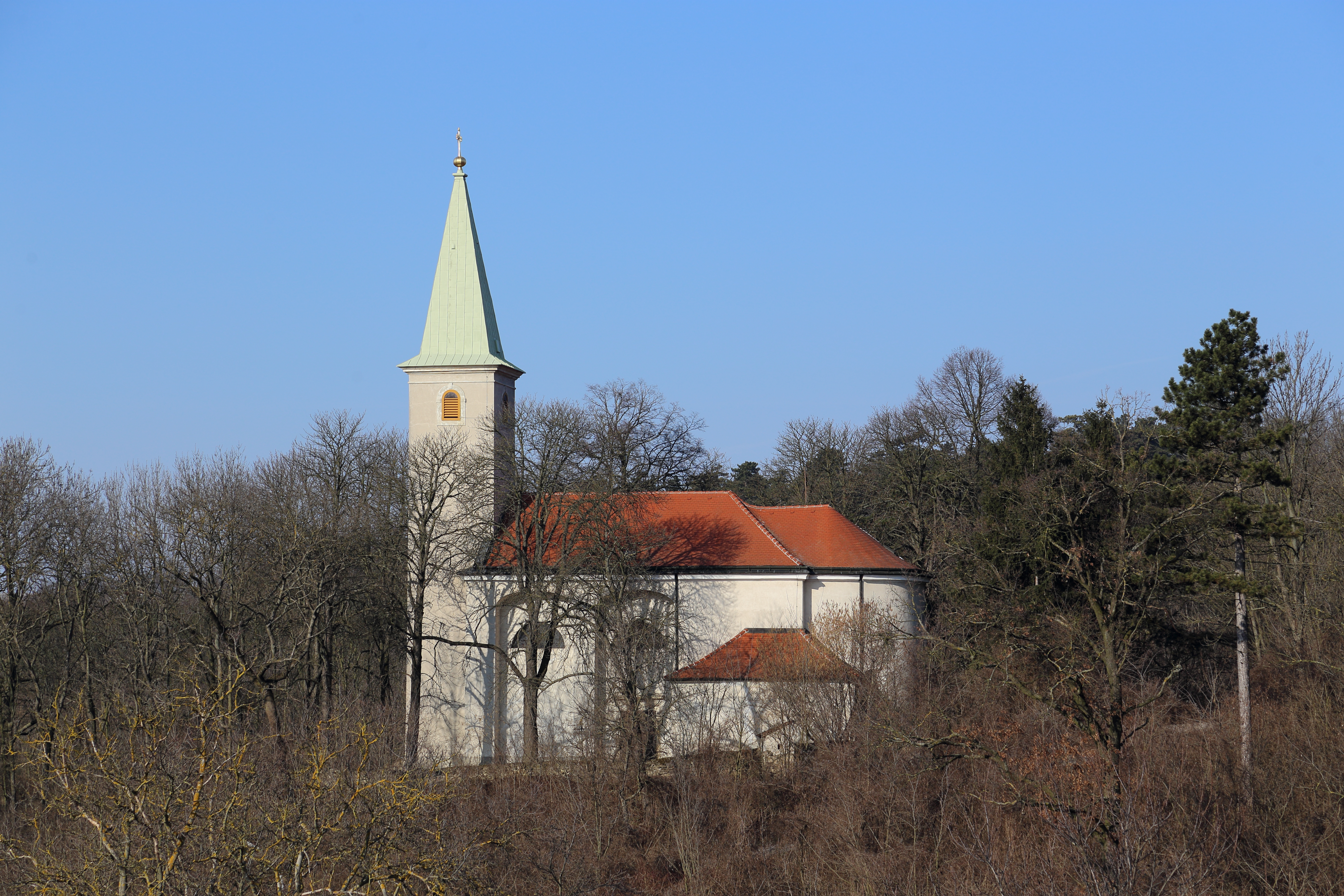
Heiligenberg-Kirche Hautzendorf

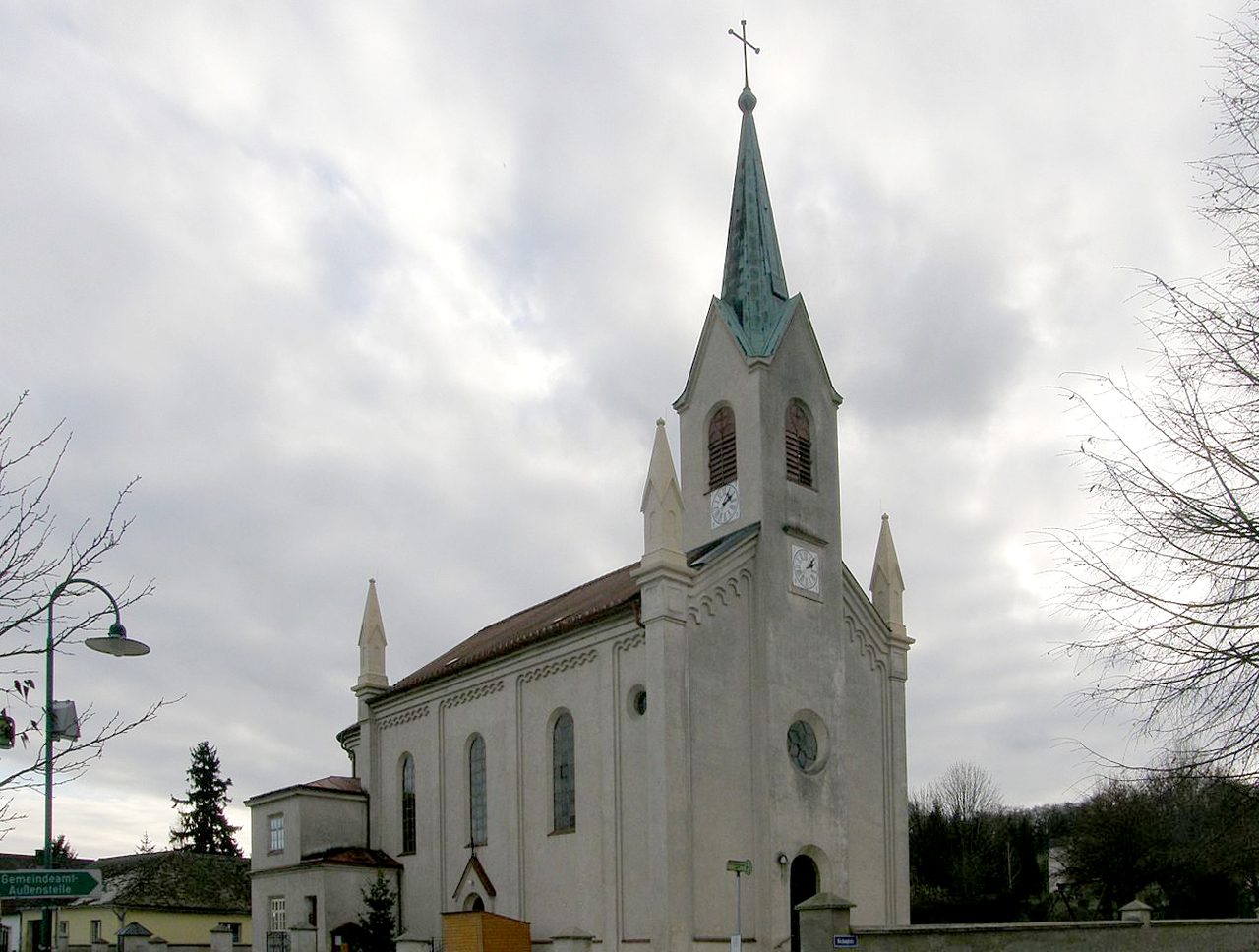
Pfarrkirche Unterolberndorf

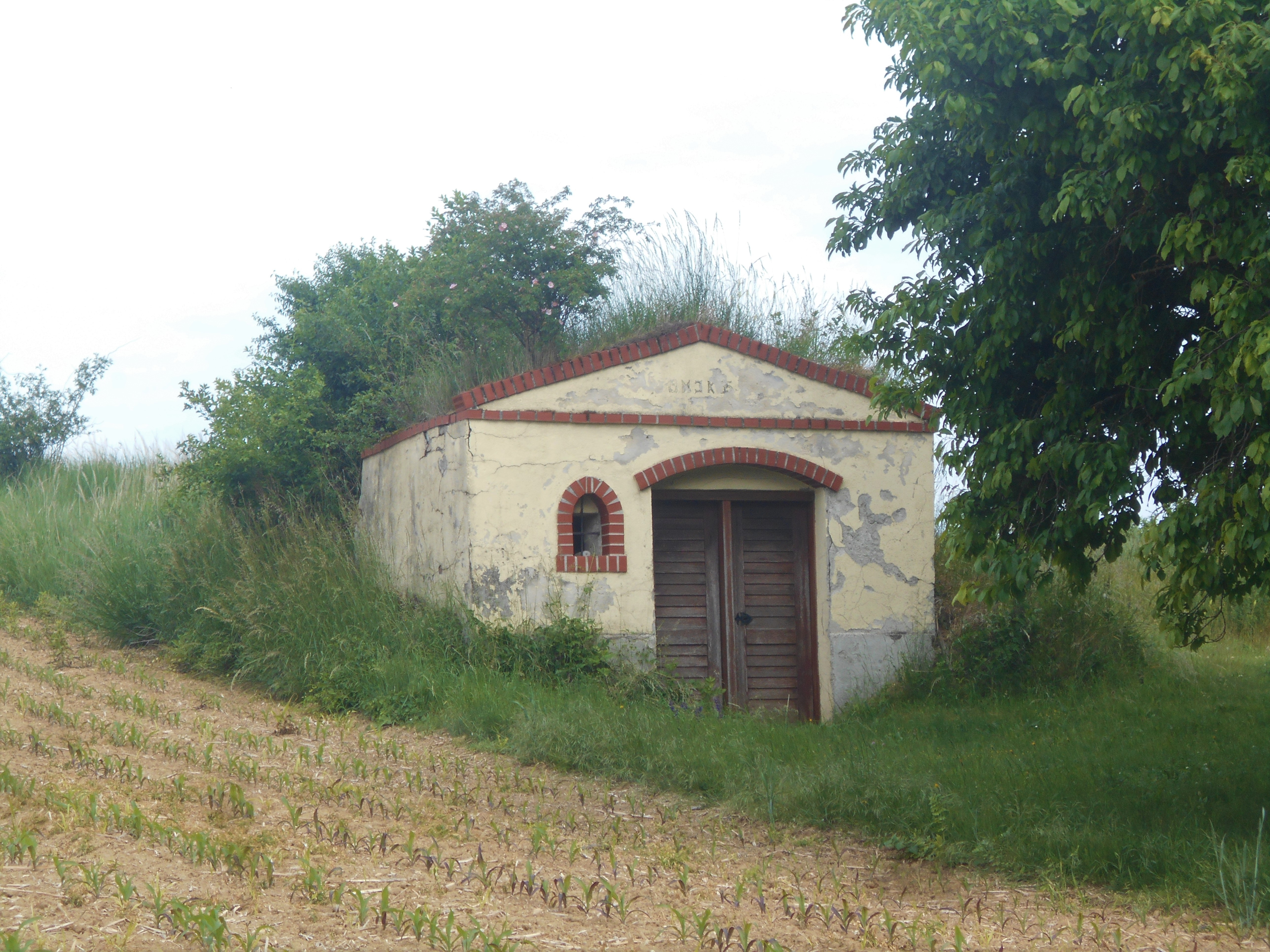
Weinkeller in Hornsburg

- Katholische Heiligenberg-Kirche Hautzendorf
- Katholische Pfarrkirche Hautzendorf hl. Lampert
- Katholische Pfarrkirche Unterolberndorf hl. Leonhard
- Im Rahmen des europäischen Wettbewerbes Entente Florale Europe wurde Hornsburg 2005 mit einer Goldmedaille in der Kategorie Dorf ausgezeichnet.[8]

## Wirtschaft und Infrastruktur

### Wirtschaftssektoren
Von den 28 landwirtschaftlichen Betrieben des Jahres 2010 wurde die Hälfte von Haupterwerbsbauern geführt. Diese bewirtschafteten zwei Drittel der Flächen. Im schwach ausgeprägten Produktionssektor arbeiteten sechs Erwerbstätige in der Bauwirtschaft und zwei in der Wasserver- und Abfallentsorgung. Die wichtigsten Arbeitgeber im Dienstleistungssektor waren die Bereiche soziale und öffentliche Dienste (50), freiberufliche Dienstleistungen (20), Beherbergung und Gastronomie (17) und der Handel (12 Mitarbeiter).
| Wirtschaftssektor            | Anzahl Betriebe | Anzahl Betriebe | Erwerbstätige | Erwerbstätige |
| Wirtschaftssektor            | 2011            | 2001            | 2011          | 2001          |
| ---------------------------- | --------------- | --------------- | ------------- | ------------- |
| Land- und Forstwirtschaft 1) | 28              | 37              | 30            | 32            |
| Produktion                   | 5               | 4               | 8             | 17            |
| Dienstleistung               | 58              | 37              | 102           | 85            |

1) Betriebe mit Fläche in den Jahren 2010 und 1999

### Arbeitsmarkt, Pendeln
Im Jahr 2011 lebten 660 Erwerbstätige in Kreuttal. Davon arbeiteten 92 in der Gemeinde, mehr als 85 Prozent pendelten aus.

### Verkehr
- Eisenbahn: Durch den Osten des Gemeindegebietes verläuft die Laaer Ostbahn mit einer direkten Schnellbahnverbindung nach Mistelbach und nach Wien.[13]
- Durch die Gemeinde verlaufen mit dem Weinviertelweg, dem Ostösterreichischen Grenzlandweg und dem Europäischen Fernwanderweg E8 mehrere bedeutende Wanderwege.

## Politik

### Gemeinderat
| Der Gemeinderat hat 19 Mitglieder. - Mit den Gemeinderatswahlen in Niederösterreich 1990 hatte der Gemeinderat folgende Verteilung: 12 ÖVP, und 7 SPÖ. - Mit den Gemeinderatswahlen in Niederösterreich 1995 hatte der Gemeinderat folgende Verteilung: 11 ÖVP, 6 SPÖ, 1 GRÜNE, und 1 FPÖ. - Mit den Gemeinderatswahlen in Niederösterreich 2000 hatte der Gemeinderat folgende Verteilung: 9 ÖVP, 5 SPÖ, 3 GRÜNE, und 2 FPÖ. - Mit den Gemeinderatswahlen in Niederösterreich 2005 hatte der Gemeinderat folgende Verteilung: 11 ÖVP, 7 SPÖ, und 1 GRÜNE. - Mit den Gemeinderatswahlen in Niederösterreich 2010 hatte der Gemeinderat folgende Verteilung: 13 ÖVP, 4 SPÖ, und 2 GRÜNE. - Mit den Gemeinderatswahlen in Niederösterreich 2015 hatte der Gemeinderat folgende Verteilung: 12 ÖVP, 4 SPÖ, und 3 GRÜNE. - Mit den Gemeinderatswahlen in Niederösterreich 2020 hat der Gemeinderat folgende Verteilung: 14 ÖVP, 3 SPÖ und 2 GRÜNE. | Die zur Anzeige dieser Grafik verwendete Erweiterung wurde dauerhaft deaktiviert. Wir arbeiten aktuell daran, diese und weitere betroffene Grafiken auf ein neues Format umzustellen. (Mehr dazu) |

### Bürgermeister
- bis 2009 Alfred Czech (ÖVP)
- seit 2009 Markus Koller (ÖVP)[20]

### Wappen
Der Gemeinde wurde 1972 folgendes Wappen verliehen:
Blasonierung: In einem von Blau auf Gold gespaltenen Schild, dessen vordere Hälfte mit einer goldenen Ähre, dessen hintere Hälfte mit einer naturfarbenen grünen Weinranke mit blauer Traube belegt ist, im Schildhaupt eine gestürzte silberne Spitze mit drei goldenen Sternen, zwei zu eins gestellt.